# Pi (arbre)

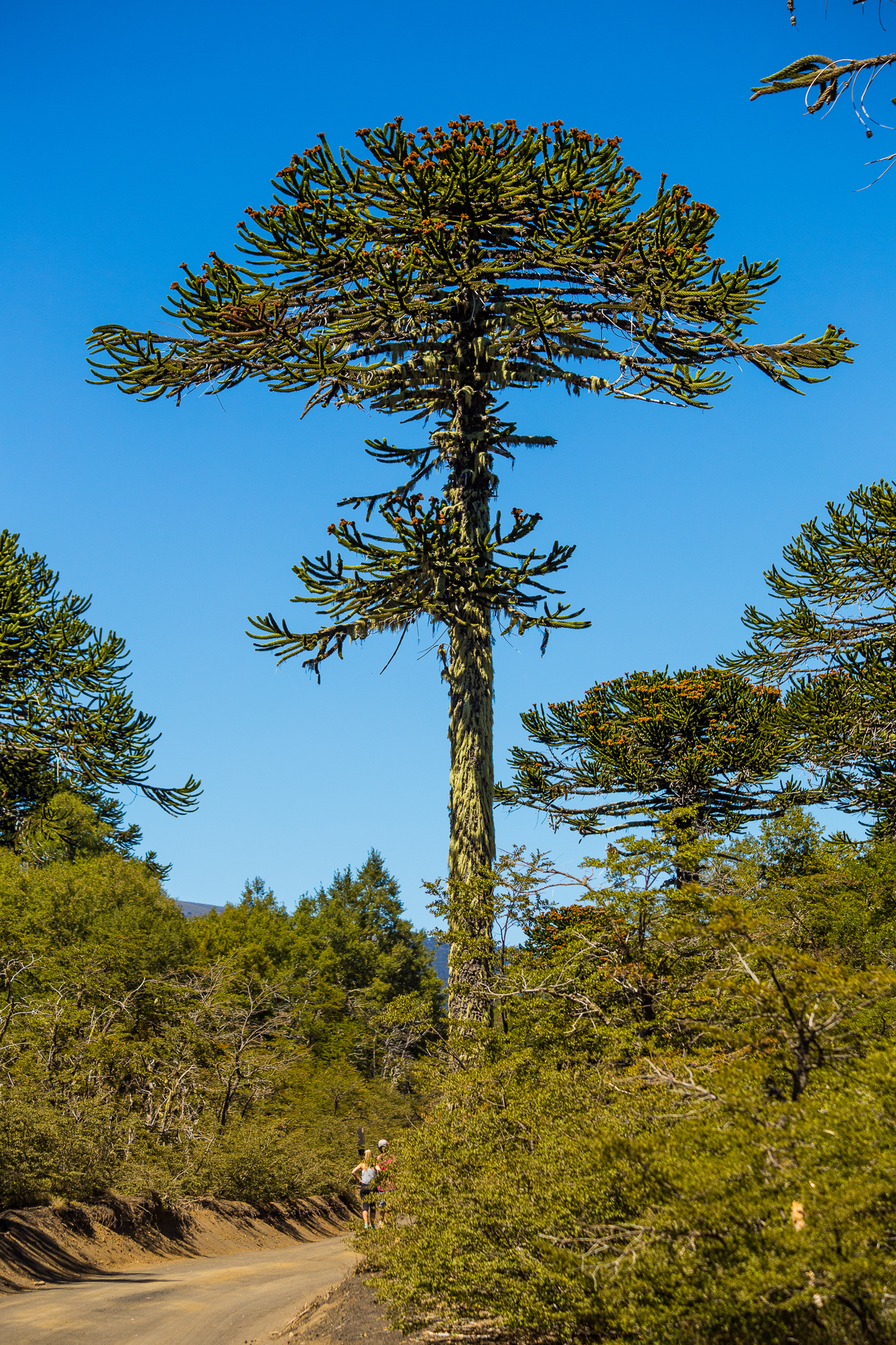
Araucaria araucana

Pi és el nom comú de nombroses espècies d'arbres, principalment coníferes de diversos gèneres de la família de les pinàcies, per bé que espècies d'altres famílies que també es coneixen popularment com a pins.

## Alguns pins
Alguns arbres que reben el nom comú de pi, segons TERMCAT:
- Família de les pinàcies
  - Gènere Pinus
    - Pinus halepensis - pi blanc
    - Pinus pinea - pi pinyer
    - Pinus sylvestris - pi roig
    - Pinus uncinata -pi negre
    - Pinus nigra - pinassa

  - Gènere Abies
    - Abies alba - avet blanc, pi avet, pi vet

  - Gènere Larix
    - Larix decidua - alerç, pi melis, pi teia

  - Gènere Pseudotsuga
    - Pseudotsuga menziesii - avet de Douglas, pi de Douglas, pi d'Oregon

  - Gènere Tsuga
    - Tsuga heterophylla - pi d'Alaska
- Família de les araucariàcies
  - Gènere Araucaria
    - Araucaria columnaris - araucària, pi de pisos, pi reial
    - Araucaria heterophylla - pi de pisos
    - Araucaria araucana - araucària de Xile, pi de Xile, pi de pisos
    - Araucaria angustifolia - araucària del Brasil, pi del Brasil
- Família de les casuarinàcies
  - Gènere Casuarina
    - Casuarina cunninghamiana - casuarina, pi australià
- Família de les amarantàcies
  - Gènere Bassia
    - Bassia scoparia - mirambell, pi o pinet de jardí